# Floyd Henry Allport
Floyd Henry Allport, född 22 augusti 1890 i Milwaukee, Wisconsin, USA, död 15 oktober 1979 i Altos, Kalifornien, var en amerikansk psykolog som ofta betraktas som "den experimentella socialpsykologis fader". Han spelade en nyckelroll i skapandet av socialpsykologi som ett legitimt fält inom beteendevetenskaperna.

## Biografi
Allport flyttade under sin barndom med familjen från Jupiter till Ohio där han tog studentexamen från Glenville Highschool. Därefter började han studera vid Harvard University och tog 1913 en fil.kand-examen i psykologi. År 1919 avlade han doktorsexamen vid Harvard efter studier under handledning av Edwin B. Holt och Hugo Munsterberg. Mellan sina examina, från oktober 1917 till juni 1918 tjänstgjorde han som löjtnant i den amerikanska armén expeditionsstyrkor under första världskriget.
Allport stannade kvar på Harvard som instruktör under tre år efter det att han avlagt sin doktorsexamen och flyttade 1922 till University of North Carolina, där han tillträdde en docentur. År 1924 tillträdde han en professur i social och politisk psykologi vid Maxwell School of Citizenship and Public Affairs vid Syracuse University i New York, där han gjorde sig särskilt bemärkt genom sin kritik av teorin om kollektivt medvetande i form av en mass- eller gruppsjäl. Enligt Allport utgör kollektiv inga besjälade överindividuella enheter och helheter. Därför bör man vid förklaring av sociala fakta endast räkna med individer och deras relationer med varandra.
Han förblev vid Syracuse University tills han gick i pension 1957 vid 67 års ålder.
Bland Allports publicerade skrifter märks särskilt Social Psycology (1924), starkt påverkad av reflexologiens och psykoanalysens idéer, samt Institutional behavior (1933), som innehåller grunddragen av en politisk psykologi.

## Utmärkelser
Allport uppnådde följande utmärkelser under sin karriär: [2] 
- Medlem i American Association for the Advancement of Science,
- Distinguished Scientific Contribution Award av American Psychological Association (1966),
- Gold Medal Award av American Psychological Foundation (1969),
- Hedersdoktor vid Syracuse University (1974).